# 25-й гвардійський військово-транспортний авіаційний полк (СРСР)
25-й гвардійський військово-транспортний авіаційний полк (25 гв. ВТрАП, в/ч 21822) — формування ВПС СРСР, що існувало у 1941—1992 роках.
Після розпаду СРСР у 1992 році на базі полку була сформована 25-та бригада транспортної авіації України.

## Історія
Створений у листопаді 1941 року у місті Алатир як 709-й нічний бомбардувальний авіаполк. Основа з'єднання складалася з льотчиків евакуйованого на схід Жовтневого аероклубу Москви. Вже за рік, 22 листопада 1942 року, частину перейменовано у 25-й гвардійський нічний бомбардувальний авіаційний полк, з 1946 — 25-й гвардійський транспортний авіаполк. Востаннє за радянських часів частина змінила назву 1955 року, коли стала 25-м гвардійським військово-транспортним авіаційним полком у складі 6-ї гвардійської військово-транспортної авіаційної дивізії.
З 1947 року базується у Кіровограді, з 1959 року — у Мелітополі.
Підрозділ у повному складі використовувався для транспортування радянських десантників до Афганістану. З грудня 1988 по березень 1989 року. Також 25 гвардійський військово-транспортний авіаційний полк брав участь у ліквідації наслідків землетрусу у Вірменії.
Після розпаду СРСР у 1992 році на базі полку була сформована 25-та бригада транспортної авіації України.

## Матеріали
- Michael Holm, 25th Guards Moskovskiy Military-Transport Aviation Regiment [Архівовано 24 серпня 2016 у Wayback Machine.](англ.) // ww2.dk
- Юбилей военно-транспортного полка (рос.) // Аерокосмічний портал України, 29 листопада 2001